# Rozdzióbią nas kruki, wrony...
Rozdzióbią nas kruki, wrony – nowela autorstwa Stefana Żeromskiego składająca się z trzech części, zawierająca aluzje do upadku powstania styczniowego. Ukazała się po raz pierwszy w 1895 roku, w zbiorze opowiadań o tym samym tytule. Tytuł stanowi aluzję do tekstu Pieśni o żołnierzu tułaczu.

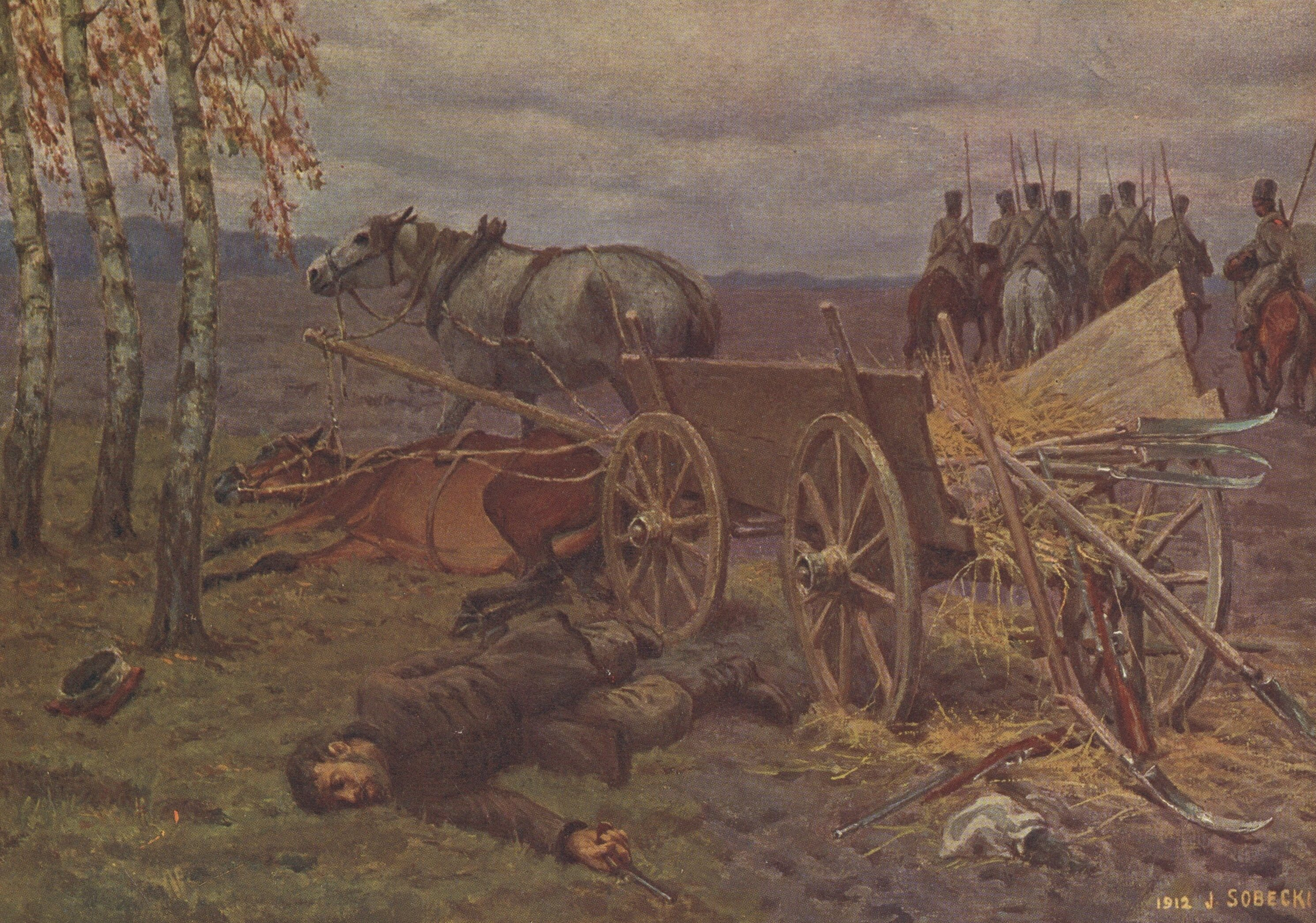
Rozdzióbią nas kruki, wrony (J. Sobecki)

Część I opisuje losy Szymona Winrycha, który przewozi zaopatrzenie dla jednych z ostatnich walczących powstańców. Zostaje on dostrzeżony przez rosyjskich żołnierzy i zabity. Część II zawiera naturalistyczne opisy rozrywania ciała zabitego powstańca przez stado wron. W części III pojawia się chłop, który okrada zwłoki powstańca z wartościowych przedmiotów. Akcja utworu kończy się naturalistycznym obrazem źle dobitego przez chłopa drugiego konia Winrycha, który ze złamaną nogą odpędza od siebie wrony.